# 2013年鄂霍次克海地震
2013年鄂霍次克海地震是2013年5月24日中午13点44分发生在俄罗斯堪察加半岛附近鄂霍次克海的地震，地震震源深度609千米以上，地震矩規模8.2级，日本东京（2374千米以外）、中国南京（4000千米以外）、哈萨克斯坦阿特劳（7196千米以外）、俄罗斯莫斯科（7370千米以外）都有不同程度的震感。地震发生后，俄罗斯首都莫斯科900名居民离开了公寓。